# Glenn Langan
Pour les articles homonymes, voir Langan (homonymie).
Glenn Langan (parfois crédité Glen Langan) est un acteur américain né Thomas Glenn Langan le 8 juillet 1917 à Denver (Colorado) et mort le 26 janvier 1991 à Camarillo (Californie).

## Biographie

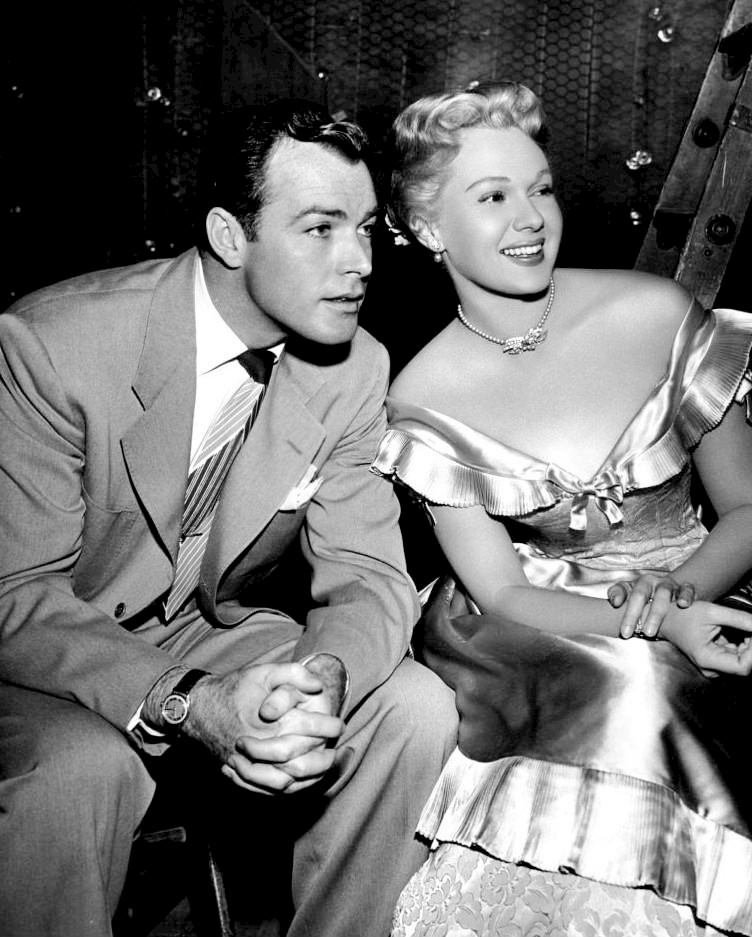
En 1950, avec sa future épouse Adele Jergens

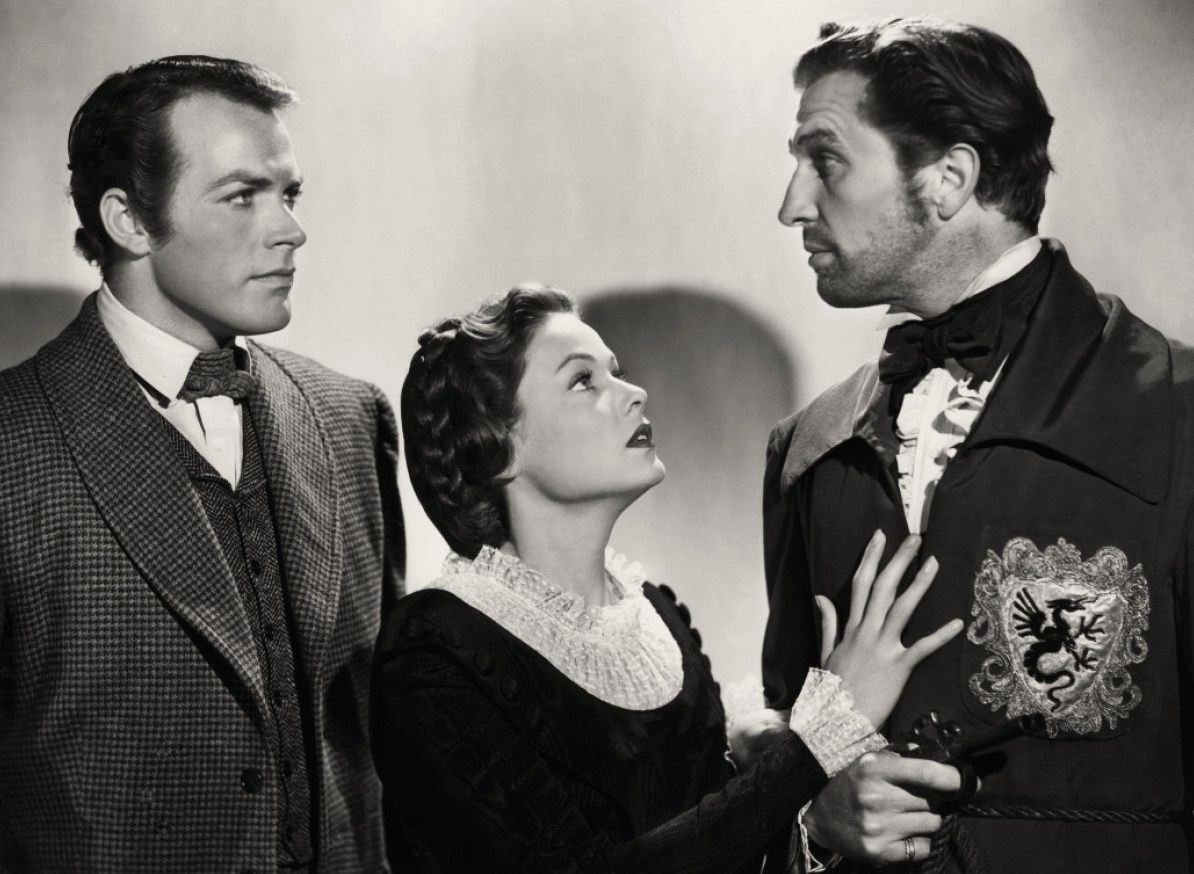
Avec Gene Tierney et Vincent Price (à d.), dans Le Château du dragon (1946, photo promotionnelle)

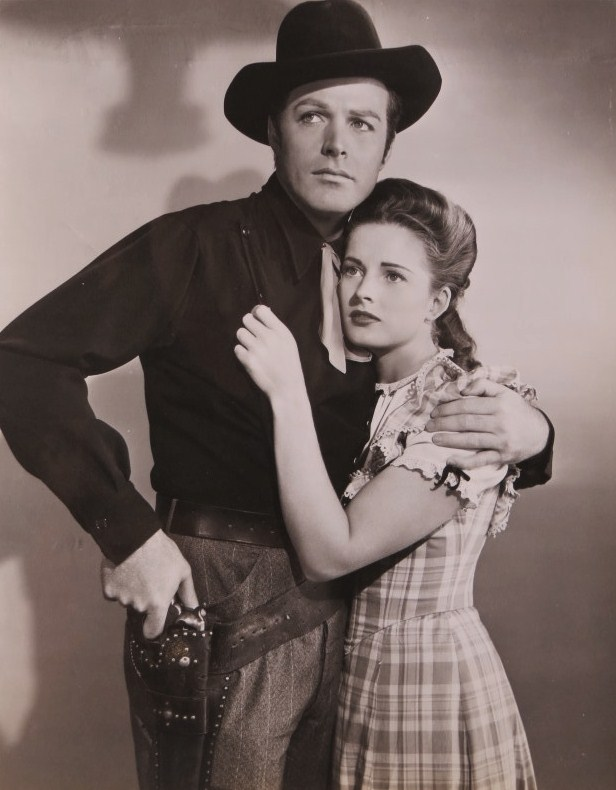
Avec Coleen Gray, dans Massacre à Furnace Creek (1948, photo promotionnelle)

Au cinéma, Glenn contribue à trente-sept films américains, sortis entre 1939 et 1971 (année où il se retire), auxquels s'ajoute une coproduction américano-italienne de 1950.
Mentionnons Le Retour du docteur X de Vincent Sherman (son sixième film, 1939, avec Humphrey Bogart et Wayne Morris), Le Château du dragon de Joseph L. Mankiewicz (1946, avec Gene Tierney, Walter Huston et Vincent Price), le western Le Relais de l'or maudit de Roy Huggins (1952, avec Randolph Scott et Donna Reed), ou encore Chisum d'Andrew V. McLaglen (autre western, son avant-dernier film en 1970, avec John Wayne et Forrest Tucker).
Pour la télévision, il collabore à deux téléfilms (1955-1967) et à vingt-cinq séries dès 1950, la dernière étant Hondo, avec douze épisodes diffusés en 1967.
Au théâtre enfin, Glenn Langan joue notamment à Broadway (New York) dans trois pièces, la première en 1940. La deuxième est A Kiss for Cinderella (en) de J. M. Barrie, avec Ralph Forbes et Luise Rainer, en 1942. La troisième enfin est Fancy Meeting You Again de George S. Kaufman et Leueen McGrath, avec Margaret Hamilton, Walter Matthau et Robert Earl Jones, en 1952.
De 1951 jusqu'à sa mort en 1991, il est marié à l'actrice Adele Jergens (1917-2002) avec laquelle il tourne trois films : Treasure of Monte Cristo (1949), The Big Chase (1954) et Outlaw Treasure (1955).

## Filmographie partielle

### Au cinéma
(films américains, sauf mention complémentaire)
- 1939 : Le Retour du docteur X (The Return of Doctor X) de Vincent Sherman : un interne
- 1943 : Riding High de George Marshall : Jack Holbrook
- 1943 : The Strange Death of Adolf Hitler de James P. Hogan :
- 1943 : Convoi vers la Russie (Action in North Atlantic) de Lloyd Bacon : un canonnier
- 1944 : Quand l’amour manœuvre (Something for the Boys) de Lewis Seiler : Lieutenant Ashley Crothers
- 1944 : Le Porte-avions X (Wing and a Prayer) d'Henry Hathaway : Commandant en second
- 1945 : Hangover Square de John Brahm : Eddie Carstairs
- 1945 : Une cloche pour Adano (A Bell for Adano) d'Henry King : Lieutenant Crofts Livingstone
- 1946 : Margie d'Henry King : Professeur Ralph Fontayne
- 1946 : Voyage sentimental (Sentimental Journey) de Walter Lang : Judson
- 1946 : Le Château du dragon (Dragonwyck) de Joseph L. Mankiewicz : Dr Jeff Turner
- 1947 : L'Amour au trot (The Homestretch) d'H. Bruce Humberstone : Bill Van Dyke III
- 1947 : Ambre d'Otto Preminger : Capitaine Rex Morgan
- 1948 : Massacre à Furnace Creek (Fury at Furnace Creek) d'H. Bruce Humberstone : Capitaine Rufe Blackwell / Sam Gilmore
- 1948 : La Fosse aux serpents (The Snake Pit) d'Anatole Litvak : Dr Terry
- 1950 : The Iroquois Trail de Phil Karlson : Capitaine Jonathan West
- 1950 : Sangre sul sagrato de Goffredo Alessandrini (film américano-italien) : Pietro Leoni
- 1952 : Le Relais de l'or maudit (Hangman's Knot) de Roy Huggins : Capitaine Petersen
- 1953 : La Confession d'une fille (One Girl's Confession) d'Hugo Haas : Johnny
- 1953 : L'Affaire de la 99e rue (99 River Street) de Phil Karlson : Lloyd Morgan
- 1955 : Outlaw Treasure d'Oliver Drake : Sam Casey
- 1957 : Le Fantastique Homme colosse (The Amazing Colossal Man) de Bert I. Gordon : Lieutenant-colonel Glenn Manning
- 1965 :  Mutiny in Outer Space d'Hugo Grimaldi ::  général Knowland
- 1970 : Chisum d'Andrew V. McLaglen : Colonel Nathan Dudley
- 1971 : Le Mystère Andromède (The Andromeda Strain) de Robert Wise : Secrétaire de cabinet

### À la télévision
- 1952 : Boss Lady, série
  - Saison unique, 12 épisodes : Jeff Standish
- 1967 : Johnny Belinda (en), téléfilm de Paul Bogart : Le procureur
- 1967 : Hondo, série
  - Saison unique, épisode 7 Hondo and the War Hawks, épisode 10 Hondo and the Comancheros, épisode 11 Hondo and the Sudden Town, épisode 12 Hondo and the Ghost of Ed Dow, et épisode 13 Hondo and the Death Drive de William Witney : Victor Tribolet

## Théâtre à Broadway (intégrale)
- 1940 : Glamour Preferred de Florence Ryerson et Colin Clements : Kerry Eldridge
- 1942 : A Kiss for Cinderella (en) de J. M. Barrie : Censeur / Danny
- 1952 : Fancy Meeting You Again de George S. Kaufman et Leueen McGrath, mise en scène de George S. Kaufman : Martin Vellabrook